# GiedRé
Pour les articles homonymes, voir Giedrė.
Giedrė Marija Barauskaitė, dite GiedRé [ɡʲe.dʁeː], est une auteure-compositrice-interprète et humoriste d'expression française d'origine lituanienne, née le 23 octobre 1985 à Vilnius.

## Débuts artistiques
Giedrė Barauskaitė naît le 23 octobre 1985 à Vilnius, capitale de la RSS de Lituanie, qui fait alors partie de l'URSS. Sa mère émigre concomitamment au décès de son mari et s'établit d'abord en banlieue parisienne avec Giedré, alors âgée de sept ans, et son grand frère,.
Après un aller-retour en Lituanie, Giedré s'installe à Strasbourg. À 15 ans, elle commence la guitare et compose de petites chansons.
Après avoir obtenu son baccalauréat puis entamé des études de droit à l'âge de 19 ans, elle étudie l'art dramatique au cours Florent puis à l'ENSATT de Lyon (68e promotion) et tient de petits rôles à la télévision, au théâtre et dans des spots publicitaires,.

## Carrière dans la chanson

### Années 2000
GiedRé commence à composer des chansons, qu'elle interprète dans un bar de son quartier, au début des années 2000. Remarquée par Raphaël Mezrahi durant une audition, GiedRé se produit en première partie du spectacle de l'humoriste à La Cigale. Elle est invitée à plusieurs reprises sur l'antenne d'Europe 1 dans l'émission C'est quoi ce bordel ?, animée par Laurent Baffie,.
Elle adopte le nom de scène « Moisie » et assure les premières parties du spectacle de Baffie durant un mois et demi, puis d'Oldelaf.

### Premiers albums et tournées

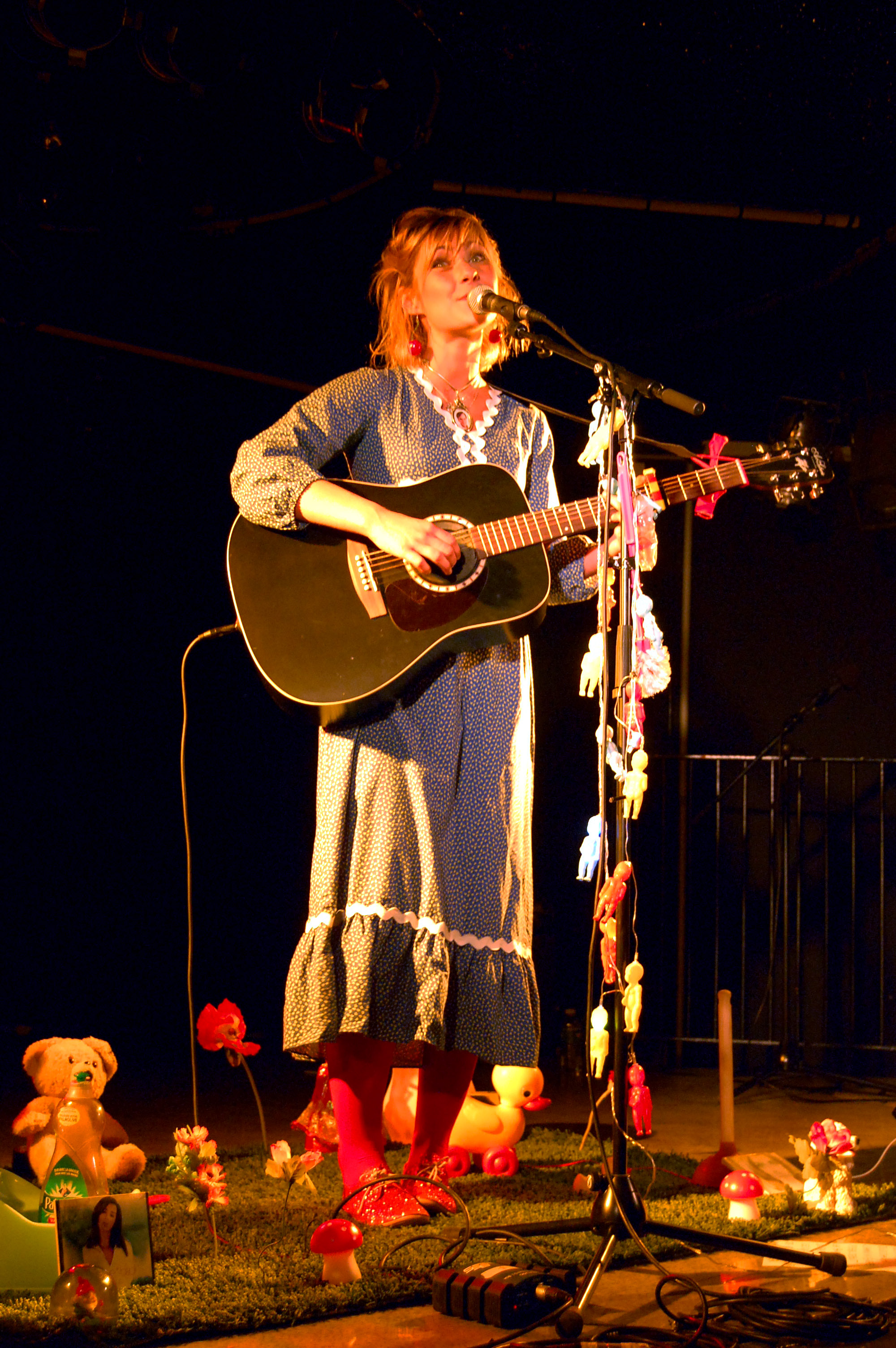
GiedRé en concert en 2011.

Son premier album de sept titres en auto-production, intitulé Mon premier disque, sort en 2011. Les 2 000 copies personnalisées produites par la chanteuse se vendent en douze semaines. GiedRé, qui a fait le choix de l'auto-production, refuse les offres de l'industrie musicale. La même année paraît Mon premier CdVd, qui rassemble des titres audio et des clips. En juin, GiedRé joue pour la première fois en Suisse au Festival de la cité de Lausanne,. Elle se produit à La Coursive dans le cadre des Francofolies de La Rochelle. En décembre, elle prend part au festival TGV Génériq, organisé dans les villes du Grand Est, et donne deux concerts acoustiques dans des lieux inhabituels, un appartement et une maison d'arrêt de Belfort.
En 2012, GiedRé fait partie des lauréats du FAIR. La chanteuse, qui, en avril, compte 27 000 fans sur le réseau social Facebook, a donné une centaine de concerts en deux ans. Durant l'année, elle se produit notamment au Phénix en ouverture du Printemps de Bourges. Mon pReMier albuM geNRe PaNNiNNi, sorti le 1er avril, ne contient pas de disque, mais des vignettes auto-collantes à gratter, permettant de télécharger les chansons grâce à un code. Durant l'été, GiedRé se produit au Québec dans le cadre de la tournée des FrancoFolies, en Suisse au Paléo Festival Nyon ainsi qu'en Belgique à LaSemo et aux Francofolies de Spa. D'octobre à décembre, elle effectue une tournée française, qu'elle appelle sa « tournante »,.

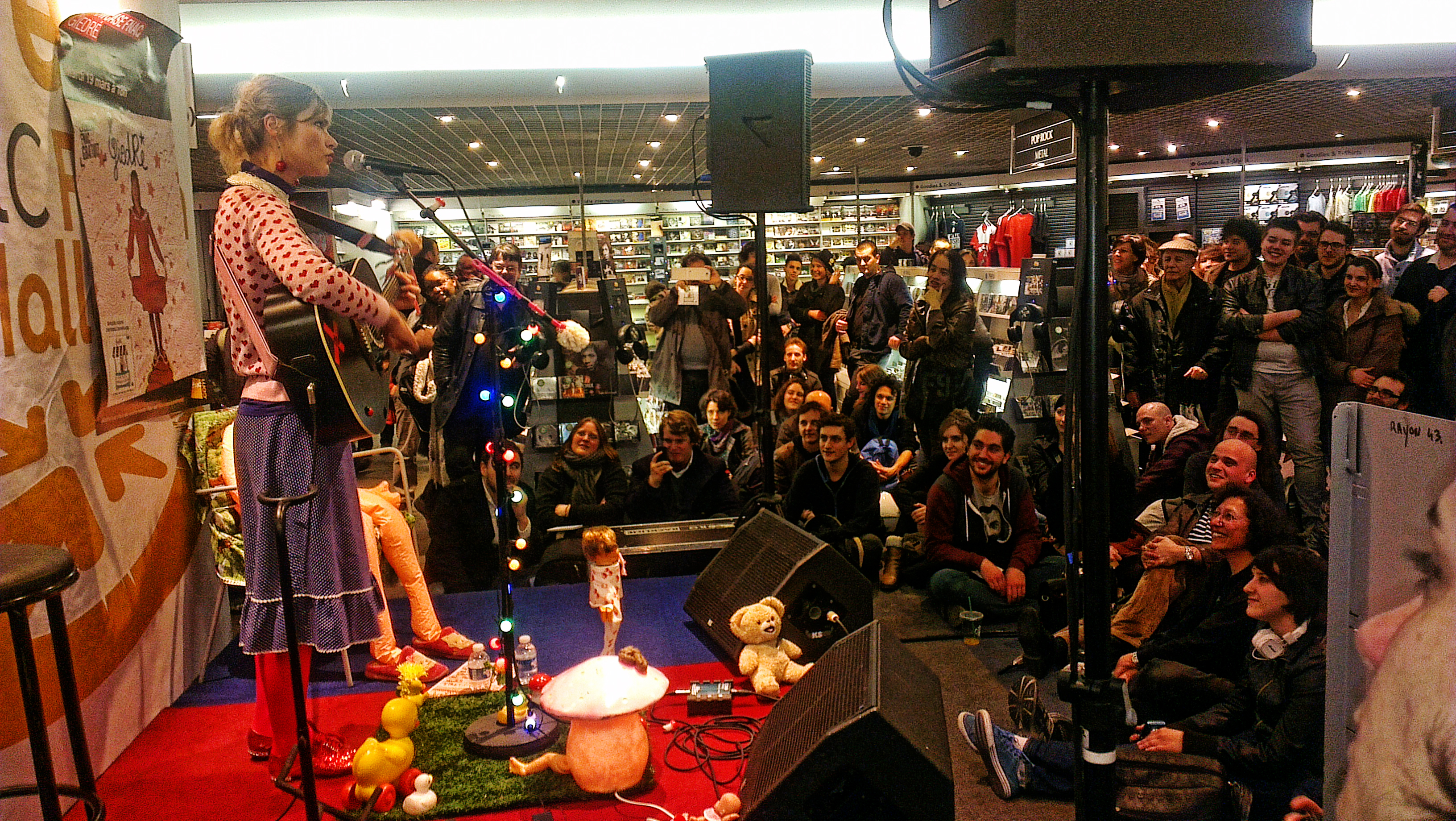
GiedRé présente son premier album en 2013 à Paris.

La première compilation des chansons de GiedRé paraît en janvier 2013. Elle est suivie d'un nouveau disque, intitulé MoN PREMIER ALbuM VeNdu daNS LeS VRAIS MAGASINS. Durant cette même année 2013, elle poursuit ses tournées saisonnières dans les petites salles françaises, comme le 11 octobre 2013 à La Laiterie à Strasbourg.
En mars 2014 sort son disque MoN PReMieR aLBuM aVeC D'auTReS iNSTRuMeNTS Que JuSTe La GuiTaRe.
À la suite du succès de ses deux précédents albums, GiédRé fête son vingt-neuvième anniversaire par la sortie de sa première compilation (vinyle et CD) et d'un DVD, enregistré en public à l'occasion de son concert exceptionnel donné à l'Olympia le 6 mars 2014 puis diffusé en nocturne sur France 4 le 8 mars 2014,. Le CD (et le vinyle qui est en tirage limité) comporte : 18 titres + 2 inédits en bonus, ainsi que Minna Unchi Suru, adaptation de On fait tous caca en japonais. Le DVD comporte l’intégralité du concert du 6 mars 2014, assortie d’un bonus de 40 minutes (les Dessous de la tournante)[réf. nécessaire].

### Tournées
À la mi-octobre 2014, GiedRé a fêté son 120 000e fan déclaré, a obtenu plus de 18 millions de visionnages sous ses vidéos, fait 350 concerts et vendu plus de 25 000 albums[réf. nécessaire].
Fin 2014 et début 2015, GiedRé poursuit ses spectacles en tournées, qu'elle continue par autodérision à appeler « tournantes », seule ou avec d'autres artistes, dans diverses salles en France, en Suisse et en Belgique, comme le 9 novembre 2014 au Café de la Danse à Paris, le 4 décembre 2014 aux Docks de Lausanne, le 6 décembre 2014 au Théâtre Lino Ventura de Nice,, le 11 décembre 2014 à la Salle Alizé de Muret près de Toulouse,, le 9 février 2015 aux Folies Bergère à Paris, le 29 mars 2015 au Reflektor à Liège, le 18 avril 2015 aux Trois Baudets à Paris, le 20 août 2017 au festival Motocultor de Saint-Nolff près de Vannes.

### Radio
De septembre 2021 à juin 2024, GiedRé anime la chronique La Chanson de GiedRé dans l'émission C'est encore nous ! de France Inter, où elle interprète une chanson d'environ 2 minutes. Elle annonce sa démission le 11 juin 2024 à la suite du licenciement pour faute grave de Guillaume Meurice.
Par la suite, elle rejoint en septembre 2024 La Dernière, nouvelle émission présentée par Guillaume Meurice sur Radio Nova où elle continue à interpréter régulièrement des chansons.

## Style musical et paroles

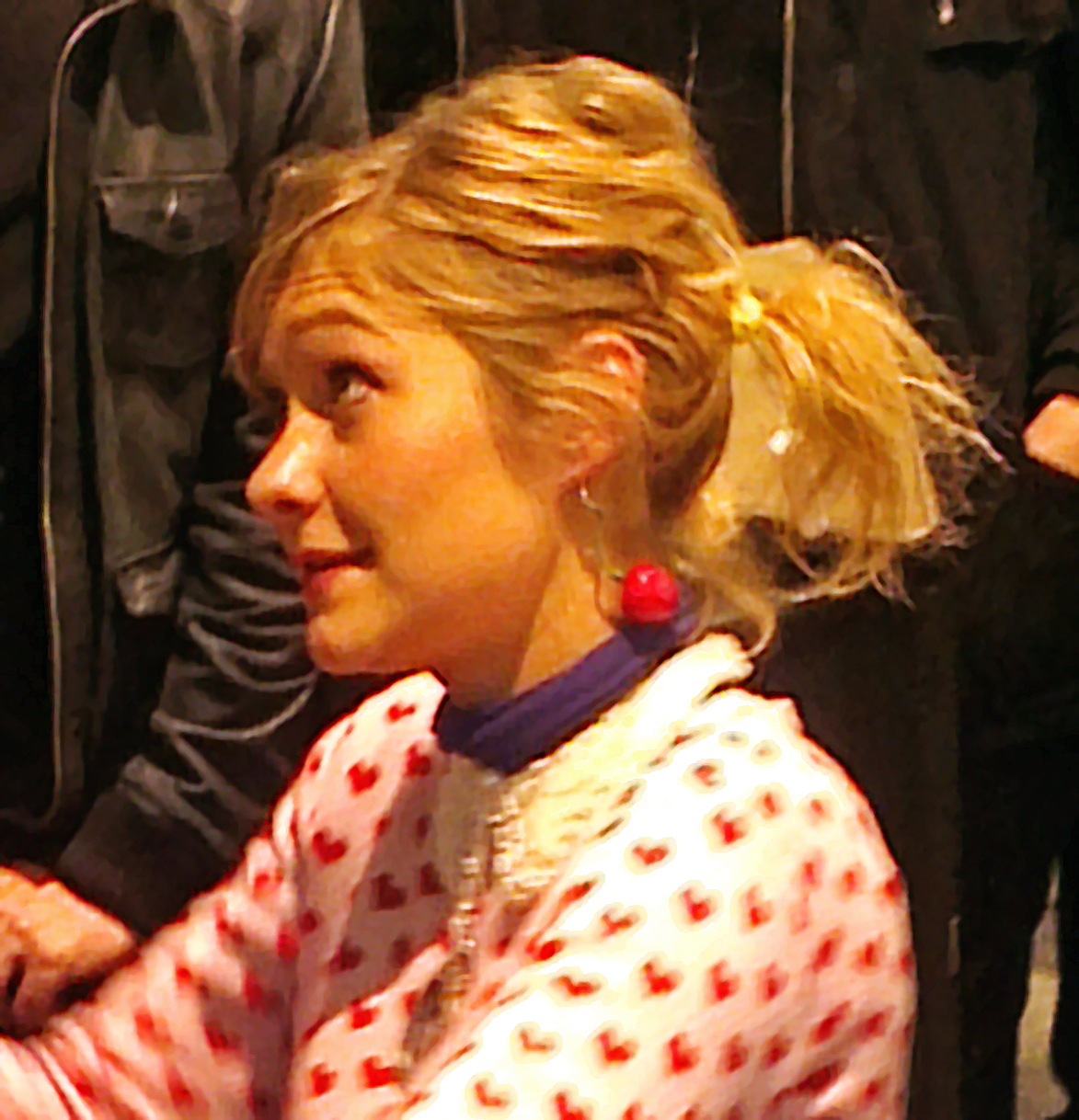
GiedRé en 2013.

Décrits comme « crus », « politiquement incorrects », et teintés d'humour noir, les textes de GiedRé abordent des sujets comme la prostitution et la pédophilie,. Ils contrastent avec la simplicité de sa musique, son apparence innocente et ses costumes de scène enfantins,. GiedRé estime que ses chansons ne sont pas provocantes, elle dit retranscrire la réalité, qui est selon elle « souvent choquante ».
Au sujet de ses textes, la presse évoque les chansons parfois crues de Pierre Perret ou encore Georges Brassens que la chanteuse a beaucoup écoutées. GiedRé se dit fan de musique folk. Elle dit avoir été inspirée par les humoristes québécois Jon Lajoie et américain George Carlin.

## Vie personnelle
En 2019, elle publie une bande dessinée en collaboration avec l'illustratrice Holly R dans laquelle elle revient sur l'histoire de sa famille et sa propre enfance en Lituanie soviétique. Elle indique ainsi que son grand-père paternel était un apparatchik membre du LTSR, le Parti communiste de Lituanie.
L'un de ses oncles maternels, Algis Baltrušis, militant opposé l'Union soviétique, passera plusieurs années en prison dans les années 1960. Au cours de sa jeunesse, sa mère, Violeta, prend des cours de français, et devient traductrice pour les étrangers de passage en Lituanie. 
À sa naissance, ses parents et son frère Šarūnas, de quatre ans son aîné, déménagent brièvement dans une résidence réservée aux officiels du régime, avant de s'installer dans un appartement au centre-ville. En janvier 1991, sa mère travaille au Parlement lituanien et accompagne les journalistes francophones venus couvrir les affrontements entre l'armée soviétique et les manifestants. La mère de famille part ensuite étudier à la Sorbonne pendant un an, et sera rapidement rejointe par Šarūnas. Giedrė est envoyée en France à l'âge de sept ans, à la suite de la détérioration de la relation de ses parents et de l'alcoolisme progressif de son père. Ce dernier décèdera peu de temps après son départ. Élevée entre la France et la Lituanie, Giedrė possède la double nationalité et reste très attachée à sa culture d'origine.
Mariée à l'humoriste français Pierre-Emmanuel Barré, ils vivent ensemble dans le Gard avec leurs deux fils[Quand ?].

## Filmographie

#### Actrice
- 2006 : De particulier à particulier de Brice Cauvin : Kelly
- 2008 : La Compagnie des glaces  (série télévisée), épisodes 11 et 12 : Love Me
- 2014 : Maxi place de Vincent Diderot (court métrage) : Clara
- 2018 : Les Bonnes Intentions de Gilles Legrand : Miroslava
- 2025 : saison 2 de Bref. (série télévisée) : actrice interprétant Marla

#### Réalisatrice
- 2019 : Salauds de pauvres

## Publication
- 2019 : GiedRé (scénario) et Holly R (dessin et couleur), La Boîte de petits pois, Paris, Delcourt, coll. « Une case en moins », 102 p. (ISBN 978-2-7560-9920-0).

## Internet
- mars à mai 2020 : plusieurs apparitions dans le Journal de confinement de Pierre-Emmanuel Barré diffusé quotidiennement sur YouTube. Elle interprète la chanson du dernier épisode[38].